# Fort Louis (La Rochelle)

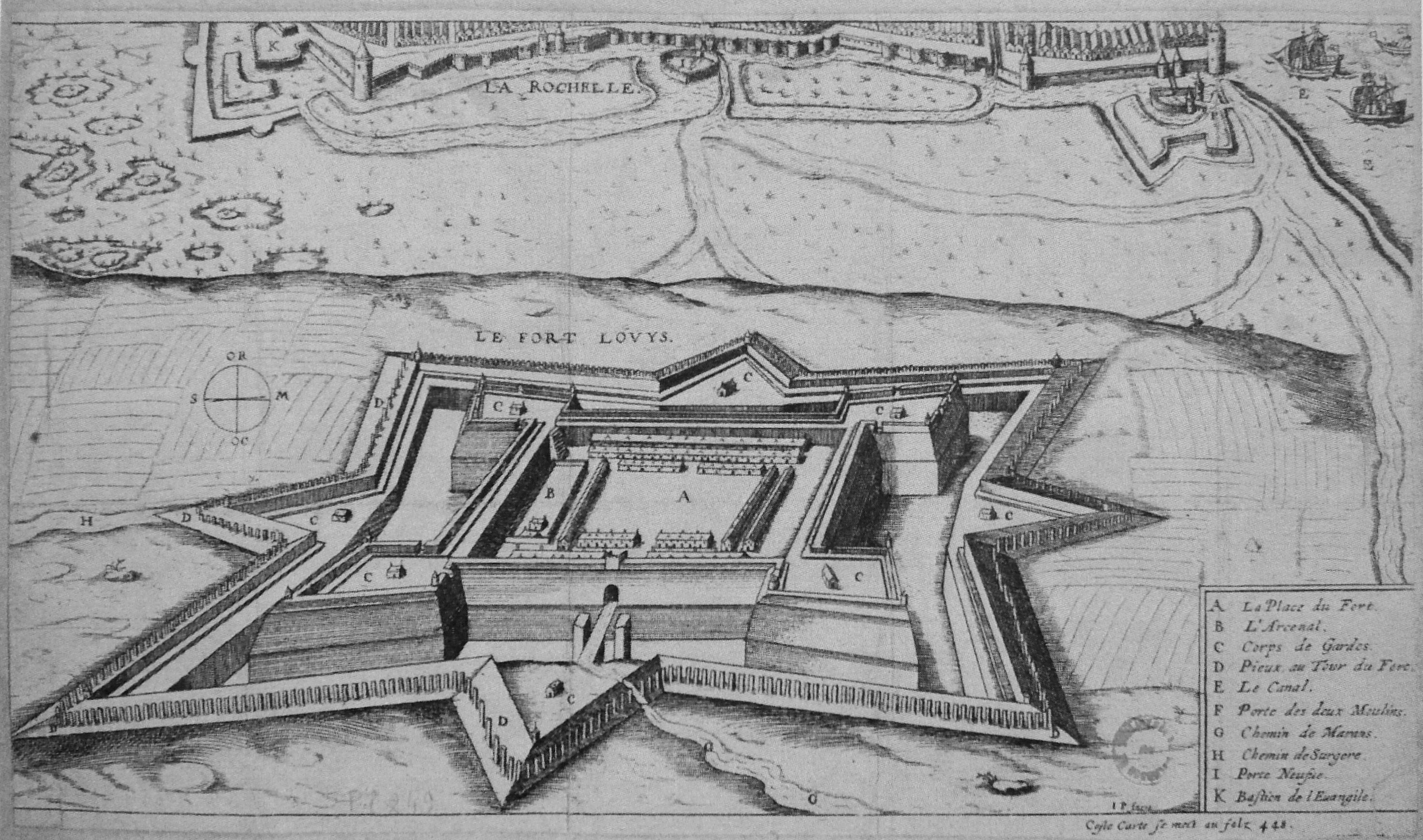
Fort Louis auf einer Zeichnung von 1628 ohne Ravelins. (Die Zeichnung ist Nord – Süd verkehrt)

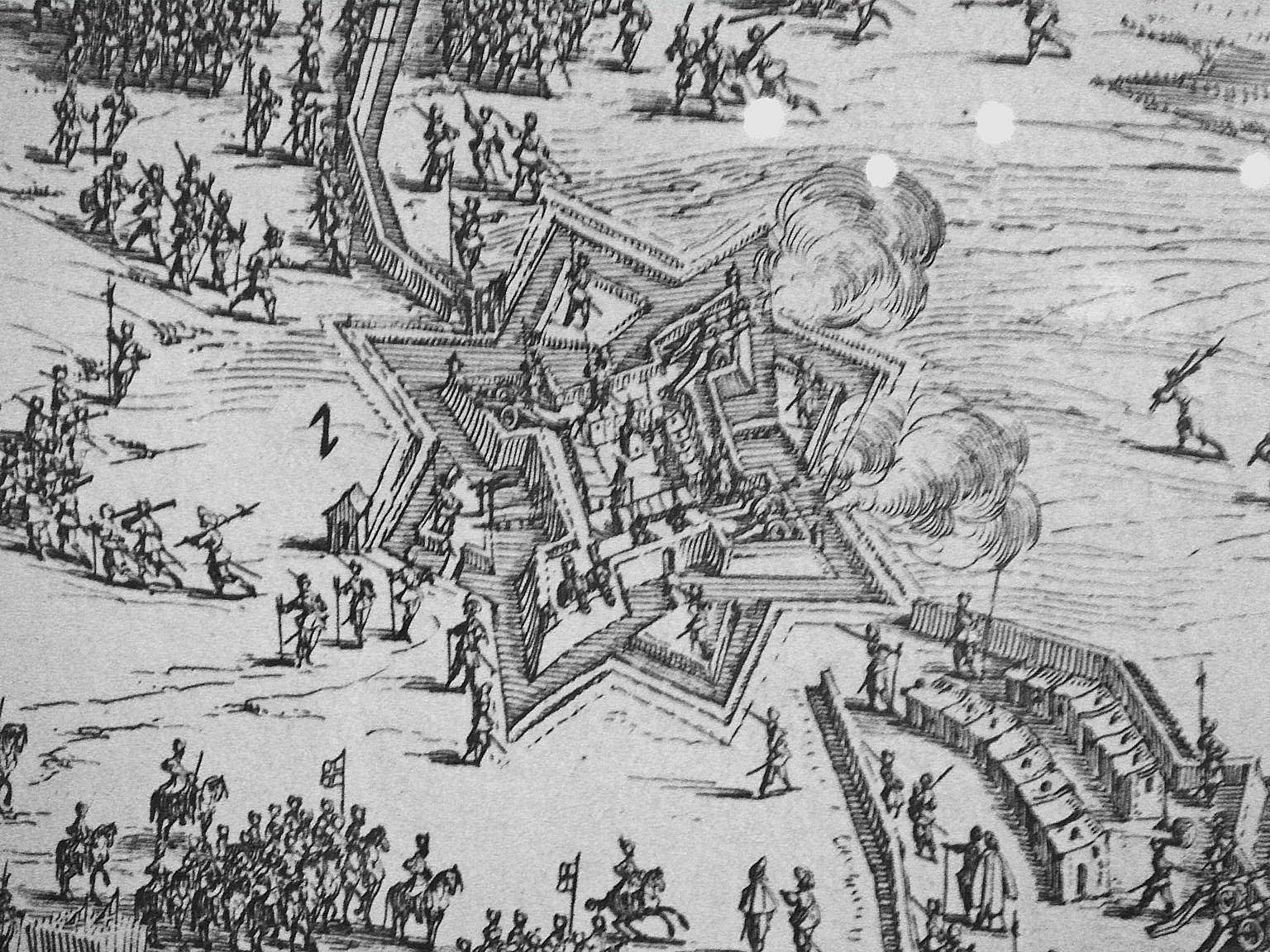
Fort Louis während der Belagerung von La Rochelle (1627–1628) mit Ravelins

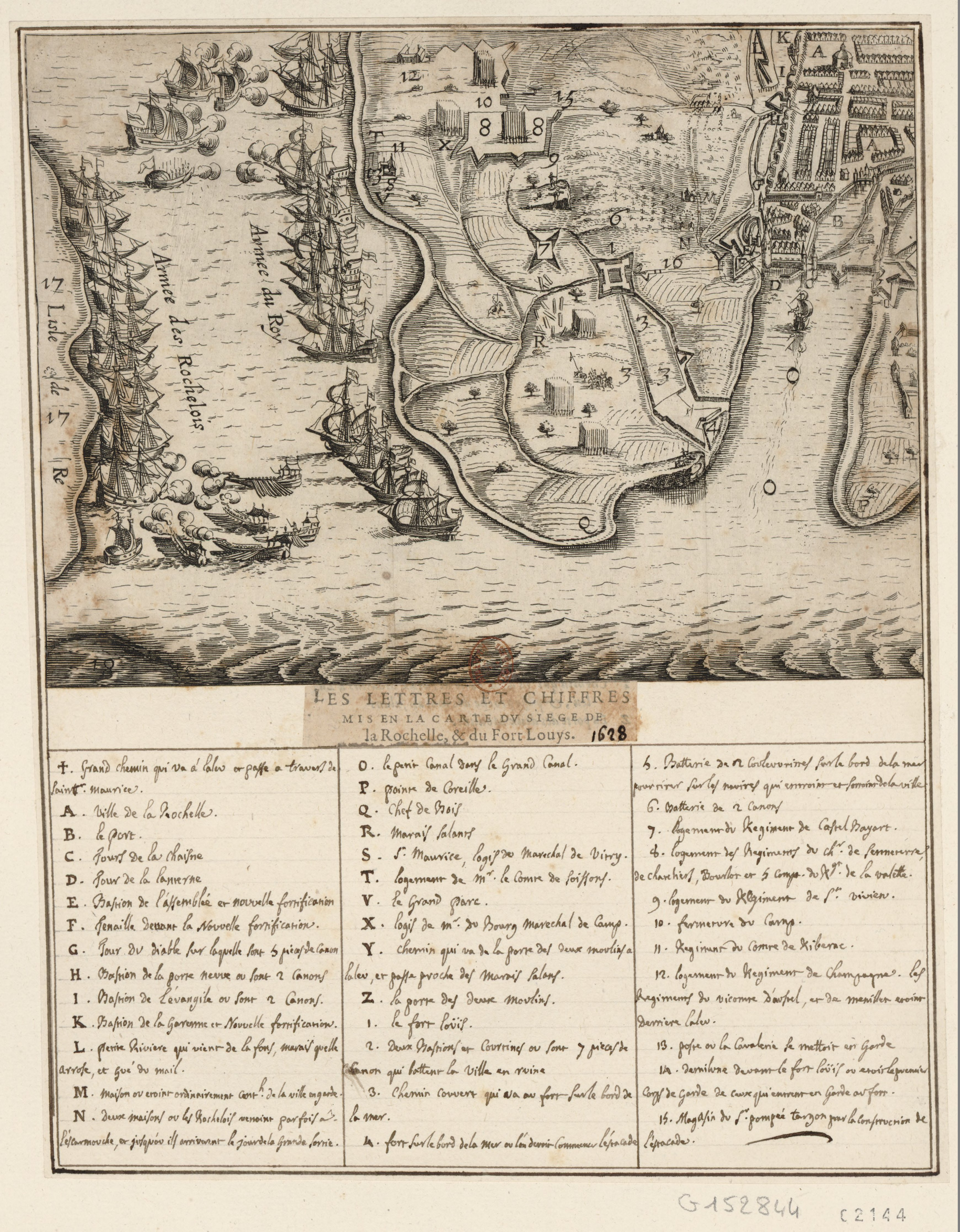
Plan von La Rochelle und dem Fort Louis; die Position des Fort ist nicht korrekt, es lag direkt am Meeresarm

Fort Louis war ein königliches Fort, das zum Zwecke der Blockade von La Rochelle 1620 bis 1622 direkt vor den Mauern der Stadt errichtet wurde.

## Geschichte
Da es König Louis XIII. 1622 wegen fehlender Land- und Seestreitkräfte nicht möglich war, die hugenottische Hochburg La Rochelle regelrecht zu belagern, beauftragte er seinen Cousin, Louis de Bourbon-Soissons, mit der Blockade von La Rochelle, um sich den Rücken während seines Feldzuges in das Languedoc freizuhalten. Dazu wurde dieser zum Général de l’armée d’Aunis (General der „Armee im Aunis“) ernannt. Der Mestre de camp des Régiment de Champagne, Pierre de La Mothe-Arnaud, genannt Arnaud du Fort, begann mit seinem Regiment den Bau einer Redoute zur Blockade der Hafeneinfahrt, dessen Arbeiten von seinen Capitaines überwacht wurden. Der Plan zum Bau eines solchen Forts war bereits 1620 auf Anregung von de Bourbon-Soissons erstellt worden.
Das Fort stellte für das Überleben der Hugenotten in La Rochelle eine massive Bedrohung dar und war auch später nach dem Friedensvertrag von Montpellier ein ständiger Zankapfel zwischen der Stadt und Louis XIII. Die Stadt verlangte vom König die Schleifung der Anlage, wozu dieser aus Misstrauen nicht bereit war und es immer wieder hinauszögerte. Das Régiment de Champagne blieb in der Redoute stationiert, entgegen dem ausdrücklichen Verlangen des Rats von La Rochelle – auch nachdem die Armée d’Aunis bereits aufgelöst war.
Der Maréchal Lesdiguières schrieb:

„La Rochelle wird sich des Forts bemächtigen müssen, sonst wird es zu ihrem Untergang werden.“

Das Fort Louis spielte dann noch eine wichtige Rolle bei der Belagerung von La Rochelle (1627–1628), es war genau das eingetreten, was die Stadt von Anfang an befürchtet hatte.

## Bauwerk
Es handelte sich um einen reinen Zweckbau mit vier Eckbastionen und davorliegenden nassen Graben. Das Glacis verfügte über einen gedeckten Weg mit Palisaden. Auf zeitgenössischen Zeichnungen wird es einmal mit und einmal ohne Ravelins vor den Kurtinen gezeigt. Die tatsächliche Situation ist unklar, als temporäres Werk dürfte jedoch die zweite Version anzunehmen sein. Es war am nördlichen Ufer der Hafeneinfahrt angelegt. Der zentrale Platz verfügte über Kasernen zur Unterbringung der Besatzung.
Das Fort ist heute gänzlich verschwunden, an seiner Stelle befindet sich ein Park südlich der Allee du Fort Louis.